# Gueto de Mizoch
El gueto de Mizoch (en alemán: Misotsch; en polaco: Mizocz; en ruso: Мизоч; en yidis: מיזאָטש) fue un gueto creado durante la Segunda Guerra Mundial en la ciudad de Mizoch, en el oeste de la actual Ucrania, por la Alemania nazi para la segregación forzosa de los judíos.

## Contexto
Los judíos se establecieron en Mizoch en el siglo XVIII. En 1897, la población total de la ciudad era de 2662 habitantes y 1175 judíos poseían fábricas de fieltro, aceite y azúcar, así como el molino de harina y los aserraderos. Algunos judíos emigraron durante la Primera Guerra Mundial. Según el censo nacional de 1921 en la Segunda República Polaca había 845 judíos en Mizocz, la mayoría de ellos identificados con el jasidismo. Su número creció a medida que mejoraba la economía polaca.  Era una comunidad urbana en el período de entreguerras como muchas otras en Kresy (Polonia oriental), habitada por judíos y polacos junto con miembros de otras minorías, incluidos los ucranianos. Había una escuela militar en Mizocz para los cadetes oficiales del Batallón 11 de la Primera Brigada del Ejército Polaco; el Palacio Karwicki (construido en 1790, parcialmente destruido por los bolcheviques en 1917), el Hotel Barmocha Fuksa, una iglesia católica y otra ortodoxa, y una sinagoga. La ciudad principal más cercana era Równo.
Mizocz está situada a unos 29 km al este de Dubno. Antes de la invasión alemana y soviética de Polonia en 1939, la ciudad, Mizocz, estaba situada en el voivodato de Volinia en la Segunda República Polaca.  Anexionada por la Unión Soviética tras la invasión, Mizocz fue ocupada por la Wehrmacht en la Operación Barbarroja, la invasión de la Unión Soviética de junio de 1941. Unos 300 judíos escaparon con los soviéticos en retirada.

## Levantamiento y asesinatos masivos
El 12 de octubre de 1942, el gueto cerrado de unos 1700 judíos fue rodeado por la Policía auxiliar ucraniana y los policías alemanes en preparación para la acción de liquidación del gueto. Los judíos se defendieron en un levantamiento que pudo durar hasta dos días. Cerca de la mitad de los residentes pudieron huir o esconderse durante la confusión antes de que el levantamiento fuera sofocado. El 14 de octubre, los sobrevivientes capturados fueron transportados en camiones a un barranco aislado y fusilados.

### Fotografías

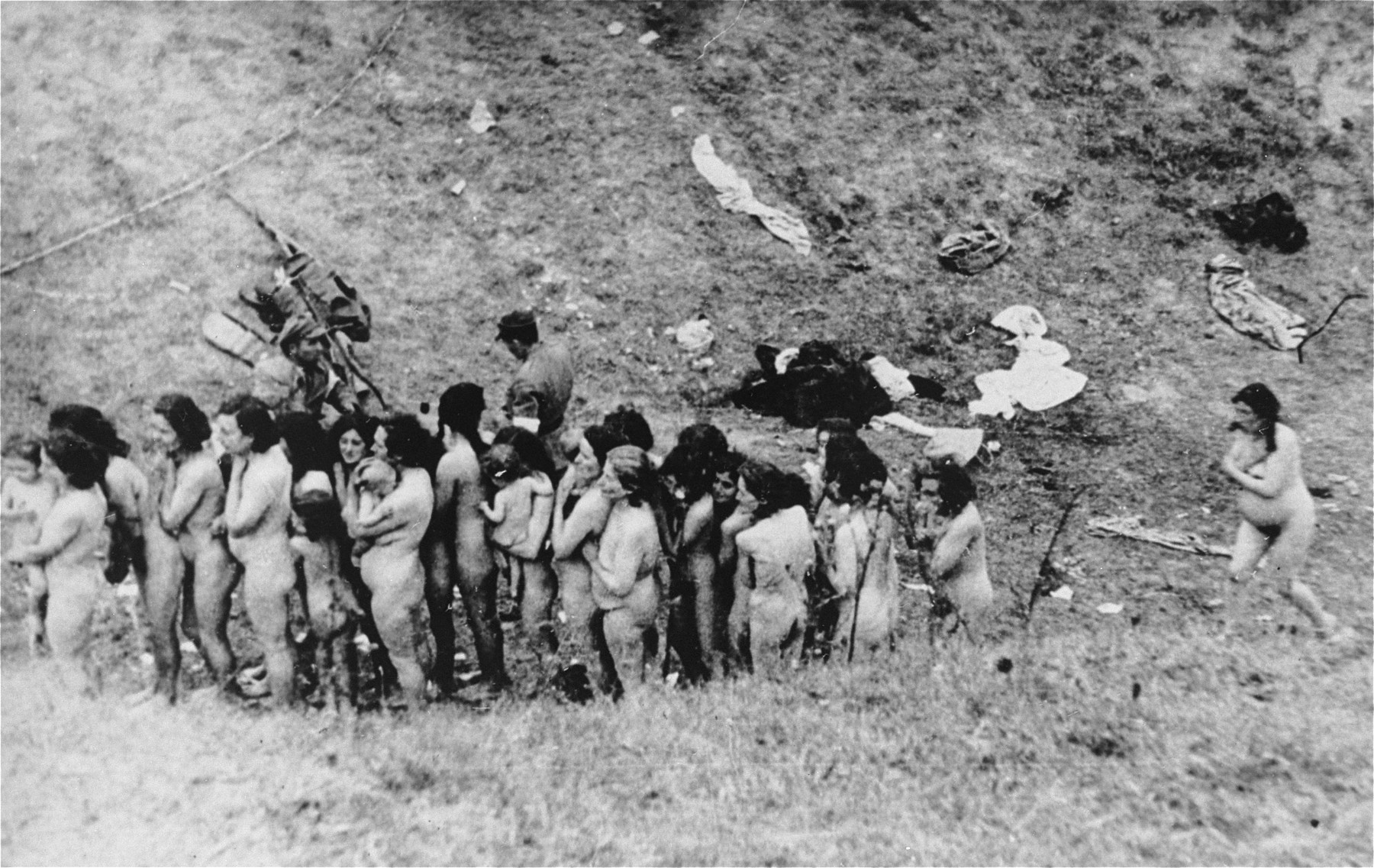
Un grupo de mujeres judías desnudas esperando en una cola para ser ejecutadas por la policía alemana y la policía auxiliar ucraniana

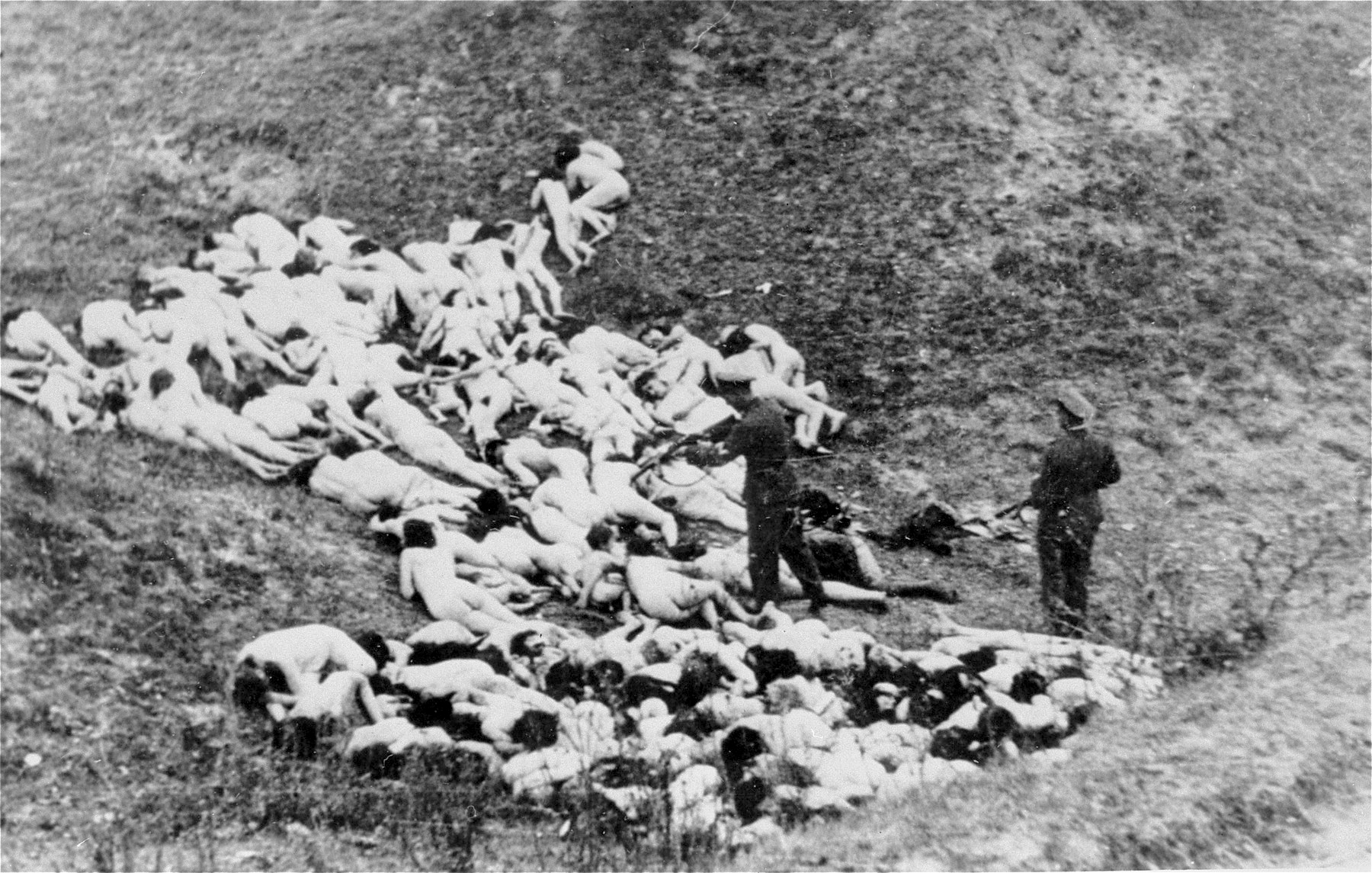
Un oficial de policía alemán disparando a un grupo de mujeres aún vivas tras una ejecución masiva en el gueto de Mizoch, 14 de octubre de 1942

Los fusilamientos fueron fotografiados. Las imágenes propiedad del SS-Unterscharführer Schäfer hasta 1945 formaron parte de la investigación de Ludwigsburg (ZSt. II 204 AR 1218/70). Fueron publicadas y se han hecho muy conocidas. A menudo se dice erróneamente que las fotografías muestran otras ejecuciones del Holocausto.
Dos de las fotografías muestran las ejecuciones en progreso. Las fotografías dan clara evidencia de las ejecuciones masivas mediante fusilamientos durante el Holocausto en el Reichskommissariat Ukraine. Las víctimas eran llevadas al lugar de la matanza en grupos de unas cinco personas y obligadas a tumbarse entre las víctimas anteriores, para ser disparadas en la nuca o en la cabeza, con una sola bala. Los historiadores han comentado la brutalidad mostrada en las fotografías de los asesinatos en masa de Mizoch:

En 1942 en Mizocz, en la región de Rovno en Ucrania, aproximadamente 1700 judíos fueron ejecutados. Las fotografías muestran a un gran número de personas siendo llevadas en manada a un barranco, mujeres y niños desnudos, una fila de mujeres y niños desnudos en una cola y finalmente sus cuerpos ejecutados. Dos fotografías particulares muestran a la policía alemana de pie entre montones de cadáveres de mujeres desnudas esparcidas a ambos lados del barranco.

La descripción de archivo de todo el conjunto de fotografías del Museo Conmemorativo del Holocausto de los Estados Unidos (USHMM) incluye las siguientes declaraciones. Fotografía #17876: "Según la Zentrale Stelle de Alemania (Zst. II 204 AR 1218/70), estos judíos fueron recogidos por la Gendarmería Alemana y la Schutzmannschaft ucraniana durante la liquidación del gueto de Mizocz, en el que había unos 1700 judíos". Fotografía #17877: "Mujeres judías desnudas, algunas de las cuales tienen bebés en brazos, esperan en una fila antes de ser ejecutadas por la Sipo alemana y la SD con la ayuda de auxiliares ucranianos". Fotografía #17878: "Un policía alemán dispara a mujeres judías aún vivas después de una ejecución masiva (Zst. II 204 AR 1218/70)". Fotografía #17879: "Un policía alemán se prepara para completar una ejecución masiva disparando a dos niños judíos".

### Eventos posteriores
Mizocz se convertiría posteriormente en el lugar de la masacre de unos 100 polacos por parte de los nacionalistas ucranianos a finales de agosto de 1943. Cerca del 60 % de las casas fueron incendiadas y destruidas. Entre las víctimas se encontraba el carpintero ucraniano Sr. Zachmacz y toda su familia, asesinados junto con los polacos porque se negó a tomar parte en las ejecuciones. Su hijo de ocho años sobrevivió escondiéndose con los polacos.
Después de la Segunda Guerra Mundial, las fronteras de Polonia fueron redibujadas y Mizoch pasó a formar parte de la RSS de Ucrania. La comunidad judía nunca fue restaurada. Después de la disolución de la Unión Soviética, la ciudad se convirtió en parte de la Ucrania independiente.